# Městský stadion Ústí nad Labem
Městský stadion v Ústí nad Labem je víceúčelové sportoviště v Ústí nad Labem. Používá se především pro atletiku a fotbalové zápasy FK Ústí nad Labem. Stadion pojme 4 000 sedících diváků.
V letech 2013 a 2014 byl rekonstruován, postavena byla nová hlavní tribuna se zázemím, krajní tribuny se sociálním zázemím pro diváky, vybudoval se vyhřívaný trávník a umělé osvětlení. Dále nové pokladny, vnitřní a vnější oplocení, ukazatel skóre. Stadion by měl nyní splňovat podmínky pro nejvyšší českou fotbalovou soutěž.